# Partidul Constituțional Democratic
Partidul Constituțional Democratic a fost un partid politic rusesc de orientare liberală din vremea Revoluției Ruse. A fost fondat de Pavel Miliukov în 1905.
Prințul Gheorghi Lvov și Vladimir Dmitrievici Nabokov s-au numărat printre membrii de frunte ai partidului. 
Membrii partidului erau numiți Cadeți, de la inițialele K-D ale numelui partidului în limba rusă (Конституционно-демократическая партия). Acest nume nu trebuie confundat cu cel al studenților militari, cadeții, din școlile militare care existau la acea vreme în Imperiul Rus. 
Cadeții credeau în schimbările produse pe cale parlamentară. Ei erau în favoarea unui guvern care emana de la parlamentul ales pe cale democratică. Acest tip de guvernare l-ar fi avut în frunte pe țar, (care ar fi fost un monarh constituțional, având un rol de protocol) și parlamentul, care ar fi fost răspunzător pentru elaborarea unei constituții democratice. Cadeții sprijineau proprietatea privată asupra pământului, agricultura privată și industrializarea. 
La început, Cadeții au sprijinit războiul împotriva Puterilor Centrale dar, în anul 1915, și-au schimbat opțiunile. După Revoluția din Februarie, Cadeții au obținut cinci locuri în Guvernul Provizoriu. Guvernul nu dorea însă să discute despre pace și primul-ministru Gheorghi Lvov a fost forțat să demisioneze în iulie 1917. 
După Revoluția din Octombrie, Cadeții s-au opus viguros bolșevicilor, partidul lor fiind interzis în 1918. Mulți dintre ei s-a alăturat Albilor sau au sprijinit Armata Albă.